# Sân vận động Sylvio Cator
Sân vận động Sylvio Cator (tiếng Pháp: Stade Sylvio Cator) là một sân vận động đa năng ở Port-au-Prince, Haiti. Nó hiện đang được sử dụng chủ yếu cho các trận đấu bóng đá, và được trang bị mặt sân cỏ nhân tạo.

## Lịch sử
Sân vận động mang tên của vận động viên Olympic Haiti và cầu thủ bóng đá Sylvio Cator. Sân được đặt theo tên ông vào năm 1952. Trước đó, sân vận động được gọi là Công viên Leconte, và sau đó là Sân vận động Paul-Magloire. Đó là nơi đội tuyển bóng đá quốc gia Haiti chơi các trận đấu trên sân nhà. Sân đã tổ chức Giải vô địch bóng đá CONCACAF 1973, nơi đội chủ nhà đăng quang với tư cách là nhà vô địch và Giải vô địch bóng đá nữ CONCACAF 1991, trong đó trận đấu chung kết giữa Hoa Kỳ và Canada đạt tới 30.000 khán giả.
Sân vận động đã bị phá hủy một phần bởi trận động đất ở Haiti vào tháng 1 năm 2010 và một thành phố lều mọc lên trong giới hạn của nó.